# Specijacija
Specijacija je evolucioni proces kojim nastaju nove biološke vrste. Uloga genetičkog drifta u specijaciji se aktivno razmatra u naučnim krugovima.
Postoje četiri geografska moda specijacije u prirodi, koji su bazirani na meri u kojoj su populacije međusobno geografski izolovane: alopatrična, peripatrična, parapatrična, i simpatrična. Specijacija takođe može da bude veštački indukovana, putem stočarstva, poljoprivrede, ili laboratorijskih eksperimenata.

## Literatura
- Coyne, J. A. & Orr, H. A. (2004). Speciation. Sunderlands, Massachusetts: Sinauer Associates, Inc. ISBN 978-0-87893-089-0.
- Grant, V. (1981). Plant Speciation (2nd Edit. изд.). New York: Columbia University Press. ISBN 978-0-231-05113-2.
- Mayr, Ernst (1963). Animal Species and Evolution. Harvard University Press. ISBN 978-0-674-03750-2.
- Marko, P. B. (2008). Allopatry. Oxford: Elsevier. ISBN 978-0-444-52033-3.
- White, M. J. D. (1978). Modes of Speciation. San Francisco, California: W. H. Freeman and Company. ISBN 978-0-7167-0284-9.
- Dedicated issue of Philosophical Transactions B on Speciation in microorganisms is freely available.[мртва веза]

## Spoljašnje veze
- Primeri specijacije
- Specijacija